# محطة وترفورد النووية
محطة وترفورد النووية هي محطة طاقة نووية تقع على قطعة أرض مساحتها 3000 فدان (1200 هكتار) في كيلونا بمقاطعة سانت تشارلز (لويزيانا).

## المكونات
تحتوي المحطة على مفاعل ماء مضغوط ذو حلقة واحدة لهندسة الاحتراق وينتج 1218 ميغاواط من الكهرباء منذ آخر عملية تزويد بالوقود في أكتوبر 2009.

## إعصار كاترينا
في 28 أغسطس 2005 أغلقت المحطة بسبب اقتراب إعصار كاترينا وأعلن عن حدث غير عادي (وهو الأقل خطورة على مقياس تصنيف الطوارئ) وبعد فترة قصيرة استأنفت محطة وترفورد التشغيل العادي.

## فيضانات نهر مسيسيبي
خلال فيضانات نهر المسيسيبي 2011 تم إعادة تشغيل محطة الطاقة التي تقع على بعد حوالي 25 ميل (40 كم) غرب نيو أورليانز.

## الإغلاق
في 12 مايو 2012 استأنفت العمل بعد إغلاق المحطة للتزود بالوقود في 6 أبريل 2012 كما أغلقت المحطة في 17 أكتوبر 2012 لاستبدال مولد البخار وعادت المحطة إلى الطاقة الكاملة في منتصف يناير 2013.